# Cellula reticolare
Una cellula reticolare è una cellula residente del tessuto connettivo propriamente detto che produce le fibre reticolari e le circonda con il suo citoplasma. Questo isola le fibre da altri componenti cellulari o tissutali. Ha un ruolo attivo nel controllo della funzione immunitaria grazie al rilascio di molecole segnale come le citochine.
Si trovano in molti tipi di tessuto, tra cui milza e linfonodi.